# 指先に夏
「指先に夏」は、三品瑠香の配信限定シングル。2024年7月10日にiDOL Streetから発売された。

## 概要
2024年4月14日に開催された『三品瑠香BANDLIVE〜日々是好日〜』で初披露された。2023年の夏にリリース予定だったが間に合わず2024年にリリースされた。このことについて三品は「1年前のもの出すのちょっとどきどきするで〜〜人間は変わっていくしなあ〜〜ものづくりとはそういうものなのだろうなあ〜〜」と述べている。

## 収録曲
1. 指先に夏 [3:58]
作詞・作曲：三品瑠香、編曲：Ryota Saito・遠藤ナオキ

## 音楽配信
本作ではハイレゾ音源は配信されないが、Amazon Music Unlimited、Apple Music、DeezerはCD-DAスペックの音質で配信している。